# 悼王 (周)
悼王（とうおう）は、中国の春秋時代の周の王。姓は姫、名は猛。

## 生涯
周の景王の子として生まれた。紀元前520年4月、景王が死去すると、単穆公と劉文公によって悼王が擁立された。6月、景王の葬儀がおこなわれると、景王の庶長子の王子朝が悼王即位によって職秩を失った者や霊王や景王の一族を引き入れて反乱を起こした。劉文公は劉に逃れ、単穆公は平畤に逃れたが、王子たちが追撃してくると反撃した。王子朝は京に逃れ、劉文公は悼王とともに王城に入った。鞏簡公が京で王子朝の軍に敗れ、甘平公もまた敗れた。単穆公は晋に危急を伝えた。7月、単穆公は悼王とともに平畤に向かい、さらに圃車に向かい、皇に宿営した。劉文公は劉に赴いた。単穆公は王子処に王城を守らせ、平宮で百工たちと盟を交わした。王子朝側の鄩肸が皇を攻撃したが大敗し、鄩肸は捕らえられ、王城の市で焼き殺された。8月、司徒丑が悼王の軍を率いて前城で戦って敗れた。百工が反乱側に加担し、単氏の宮を攻撃して敗れた。単穆公は反撃し、東圉を攻めた。10月、晋の籍談・智躒が軍を率いて悼王を王城に入れた。単穆公と劉文公は悼王の軍を率いて郊前で戦って敗れた。11月、悼王は暗殺され、敬王が即位した。